# 莎琳·斯特拉顿
莎琳·斯特拉顿（英語：Sharleen Stratton，1987年10月9日—），澳大利亚女子跳水运动员。她曾代表澳大利亚参加2006年和2010年英联邦运动会跳水比赛，获得二枚金牌和三枚银牌。她也曾参加2008年和2012年夏季奥运会。